# Lindze Letherman
Lindze Lanae Letherman (Fresno, 2 novembre 1988) è un'attrice statunitense.
È conosciuta soprattutto per aver interpretato il ruolo di Georgie Jones nella soap opera General Hospital.

## Filmografia

### Cinema
- Anche i dentisti vanno in paradiso (Toothless), regia di Melanie Mayron (1997)
- L'uomo bicentenario (Bicentennial Man), regia di Chris Columbus (1999)
- Clockstoppers, regia di Jonathan Frakes (2002)
- La corsa di Virginia (Virginia's Run), regia di Peter Markle (2002)
- Stamped!, regia di Bryce Hatch (2009)

### Televisione
- Jenny - serie TV, 1 episodio (1997)
- Otto sotto un tetto (Family Matters) - serie TV, 1 episodio (1997)
- Susan (Suddenly Susan), 1 episodio (1998)
- Passions - serie TV, 3 episodi (1999)
- Profiler - Intuizioni mortali (Profiler) - serie TV, 1 episodio (1999)
- Seven Days - serie TV, 1 episodio (1999)
- Road to Justice - Il giustiziere (18 Wheels of Justice) - serie TV, 1 episodio (2000)
- General Hospital - serie TV (2002-2010)
- 8 semplici regole (8 Simple Rules) - serie TV, 1 episodio (2005)
- General Hospital: Night Shift - serie TV, 1 episodio (2007)
- Life in General - serie TV (2008)

## Doppiatrici italiane
- Monica Vulcano in L'uomo bicentenario
- Perla Liberatori in Clockstoppers